# World Boxing Super Series
Le World Boxing Super Series est un tournoi de boxe organisé annuellement depuis 2017.
Il y a 8 boxeurs dans chaque catégorie de poids qui s'affrontent. Les vainqueurs de chaque catégorie repartent avec le trophée Mohamed-Ali qui a été nommé ainsi en l'honneur du champion Mohamed Ali.

## Vainqueurs du trophée Mohamed-Ali
| Année            | Catégorie        | Vainqueur du trophée Mohamed-Ali | Finaliste        | Résultat         |
| Saison 2017-2018 | Saison 2017-2018 | Saison 2017-2018                 | Saison 2017-2018 | Saison 2017-2018 |
| ---------------- | ---------------- | -------------------------------- | ---------------- | ---------------- |
| 2017-2018        | Lourds-légers    | Oleksandr Usyk                   | Murat Gassiev    | UD 12            |
| 2017-2018        | Super-moyens     | Callum Smith                     | George Groves    | KO 7             |
| Saison 2018-2019 |                  |                                  |                  |                  |
| 2018-2020        | Lourds-légers    | Mairis Briedis                   | Yuniel Dorticos  | MD 12            |
| 2018-2019        | Super-légers     | Josh Taylor                      | Regis Prograis   | MD 12            |
| 2018-2019        | Coqs             | Naoya Inoue                      | Nonito Donaire   | UD 12            |

Note : TBD signifie to be defined, soit « pas encore défini ».